# Club Ñañas
Le Club Ñañas est un club équatorien de football féminin basé à Quito.

## Histoire
Le Club Ñañas est créé en 2016 par la footballeuse Fernanda Vásconez (es) afin d'aider les jeunes et les femmes qui veulent se développer dans le domaine du football.
En 2019, se créer la Superliga Femenina, le club y participe dès le départ et termine vice-champion battu en finale par le Deportivo Cuenca. En tant que vice-champion, il est qualifié pour la Copa Libertadores féminine 2019.
Le club terminera les deux éditions suivantes également à la deuxième place. Après trois finales perdues, le Club Ñañas fête son premier titre de champion en 2022 et jouera de nouveau la Copa Libertadores.

## Palmarès
- Championnat d'Équateur (1)
  - Champion : 2022
  - Vice-champion : 2019, 2020, 2021